# Mikroskop kontrastowo-fazowy
Mikroskop kontrastowo-fazowy – urządzenie służące do obserwacji z kontrastem fazowym. Wynalazcą jest holenderski fizyk Frits Zernike.

## Ogólna zasada kontrastu fazowego
Ogólna zasada kontrastu fazowego polega na bezpośrednim przekształceniu zmian fazowych fali świetlnej w badanym preparacie na widoczne zmiany natężenia światła w obrazie mikroskopowym tego preparatu. Oznacza to, że dzięki mikroskopowi fazowemu jesteśmy w stanie ujrzeć przedmioty fazowe, które nie absorbują promieniowania elektromagnetycznego, a tylko zmieniają jego fazę. Dobrym przykładem jest przezroczyste szkło zanurzone w wodzie. Gdzie dzięki użyciu mikroskopu kontrastowo-fazowego staje się widoczne dla obserwatora. Innym przykładem są błony skrzydeł u różnych grup bezkręgowców. Ważnym czynnikiem jest to, że światło bezpośrednie wyraźnie odgranicza się od światła dyfrakcyjnego, umożliwia to realizację techniczną kontrastu fazowego, można bowiem w źrenicy wyjściowej obiektywu modulować fazę i amplitudę światła bezpośredniego bez oddziaływania na dyfrakcyjne i odwrotnie. Do modulowania światła bezpośredniego i dyfrakcyjnego stosuje się płytkę fazową umieszczoną w obiektywie mikroskopu. W wyniku interferencji obydwu rodzajów światła w obiektywie możemy zobaczyć obraz przedmiotu fazowego. Mikroskop kontrastowo-fazowy umożliwia obserwację przyżyciowych, nieutrwalonych organizmów.

## Budowa typowego mikroskopu kontrastowo-fazowego
Od zwykłego mikroskopu różni się:
- Posiada pierścieniową przysłonę aperturową
- Posiada płytkę fazową PF z pierścieniem fazowym Ph
- Często posiada mikroskop pomocniczy (może być to soczewka Bertranda) – który jest pomocny w niezbędnym ustawieniu sprzężenia pomiędzy płytką fazową a pierścieniową przysłoną kondensora.